# Villa Pomán
Pomán is een plaats in het Argentijnse bestuurlijke gebied Pomán in de provincie Catamarca. De plaats telt 3.387 inwoners.